# Liste der Kreisstraßen im Landkreis Sonneberg

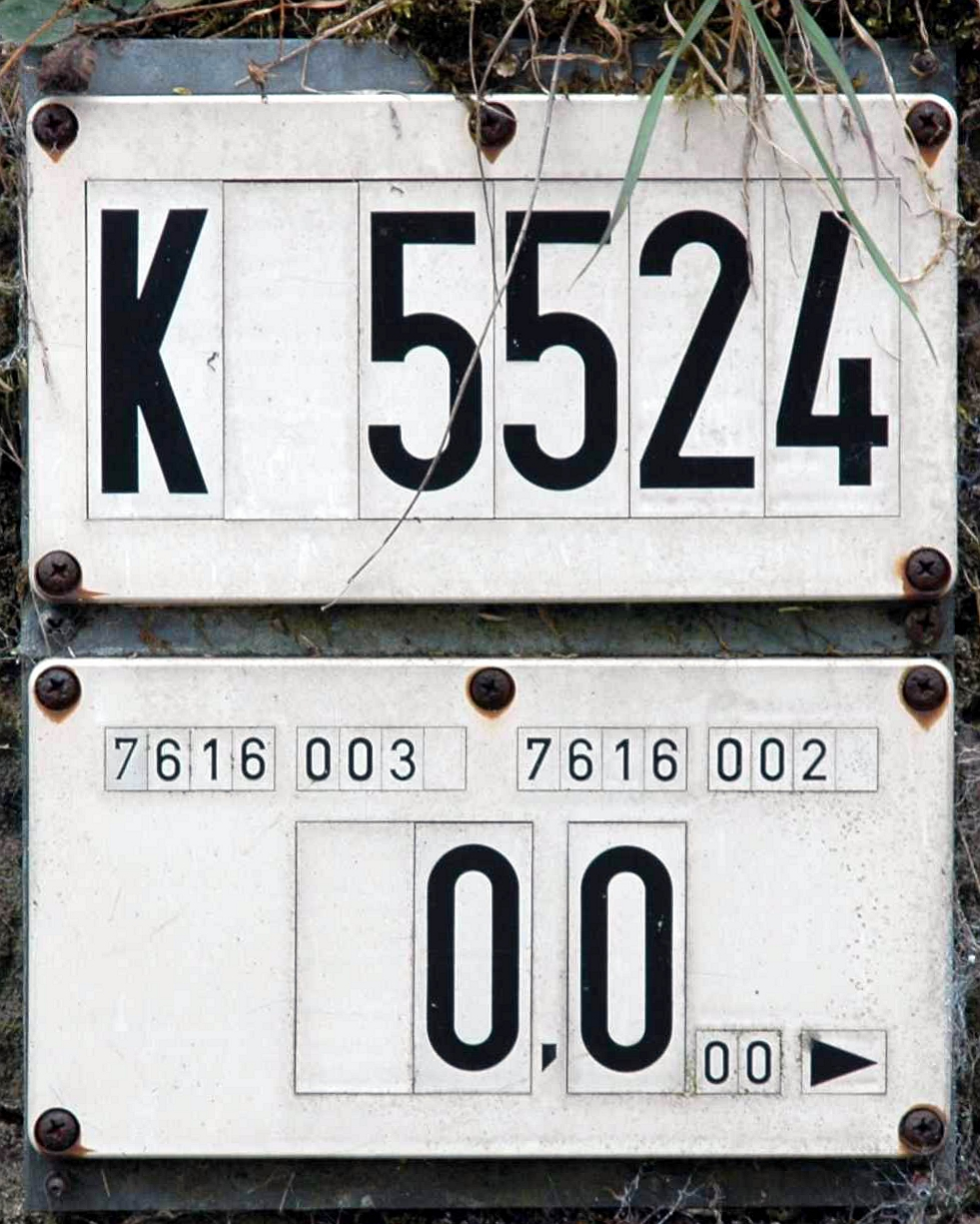
Stationszeichen

Die Liste der Kreisstraßen im Landkreis Sonneberg ist eine Liste der Kreisstraßen im thüringischen Landkreis Sonneberg.

## Abkürzungen
- K: Kreisstraße
- L: Landesstraße

## Liste
Straßen und Straßenabschnitte, die unabhängig vom Grund (Herabstufung zu einer Gemeindestraße oder Höherstufung) keine Kreisstraßen mehr sind, werden kursiv dargestellt. Der Straßenverlauf wird in der Regel von Nord nach Süd und von West nach Ost angegeben.
| Nr.  | Verlauf |
| ---- | --- |
| K 1  | K 31 in Judenbach – L 1152 |
| K 8  | K 27 in Sichelreuth – Landesgrenze – (Bayern) |
| K 11 | (K 528 im Landkreis Hildburghausen) – Kreisgrenze – Mausendorf – K 24 – Neundorf – L 1112 in Theuern – … – Rauenstein – Meschenbach – Rabenäußig – Fichtach – Hohetann – L 2657 in Mengersgereuth-Hämmern |
| K 12 | in Sonneberg – Landesgrenze – (Bayern) |
| K 13 | in Effelder – Landesgrenze – (Bayern) |
| K 15 | in Effelder – Rückerswind – Landesgrenze – (Bayern) |
| K 17 | K 33 in Seltendorf – Welchendorf – Roth – L 1112 |
| K 20 | K 23 in Schalkau – Ehnes – L 1112 in Almerswind |
| K 21 | Göhrsdorf – K 22 – Truckendorf – Emstadt |
| K 22 | in Bachfeld – K 23 – Katzberg – K 21 |
| K 23 | (K 530 im Landkreis Hildburghausen) – Kreisgrenze – Katzberg – K 22 – K 20 – L 1112 in Schalkau |
| K 24 | K 11 – Gundelswind – L 1112 in Schalkau |
| K 26 | (K 529 im Landkreis Hildburghausen) – Kreisgrenze – |
| K 27 | K 37 in Mupperg – Oerlsdorf – K 28 – K 8 – Sichelreuth – Lindenberg – K 36 – in Neuhaus-Schierschnitz |
| K 28 | K 27 in Oerlsdorf – Mogger |
| K 29 | – Rottmar – L 2662 in Gefell |
| K 30 | L 2661 in Jagdshof – Mönchsberg |
| K 31 | (Bayern) – Landesgrenze – Neuenbau – Judenbach – K 1 – Grundmühle – L 1150 in Hüttensteinach |
| K 32 | L 2657/L 2658 in Haselbach – L 1150 |
| K 33 | K 11 – in Seltendorf |
| K 34 | L 1112 in Theuern – Rauenstein – Grümpen – Selsendorf – L 1112 in Almerswind |
| K 35 | L 1149 – Ernstthal – L 1152 in Piesau |
| K 36 | K 27 in Lindenberg – Rotheul |
| K 37 | L 2662 in Heubisch – Mupperg |